# Гранжа (Моран)
Гранжа (порт. Granja) — фрегезия (район) в муниципалитете Моран округа Эвора в Португалии. Территория — 92,47 км². Население — 747 жителей. Плотность населения — 8,1 чел/км².